# 게르만 유럽

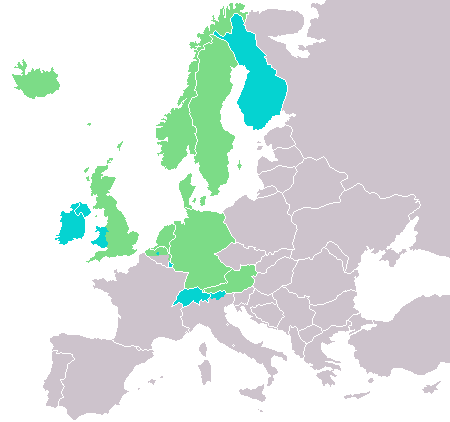
게르만 유럽

게르만 유럽(Germanic Europe)은 게르만어파의 언어를 주축으로 하는 유럽 지역을 말한다. 이 지역은 대체로 서유럽의 북부 지역 및 중앙유럽의 서부 지역에 상응한다.
- 네덜란드 - 네덜란드어, (프리지아어)
- 노르웨이 - 노르웨이어
- 덴마크 - 덴마크어, (페로어)
- 독일 -  독일어
- 룩셈부르크 - 독일어, 룩셈부르크어
- 벨기에 - 네덜란드어, 독일어
- 스웨덴 - 스웨덴어
- 스위스 - 독일어
- 아이슬란드 - 아이슬란드어
- 아일랜드 - 영어
- 영국 - 영어
- 오스트리아 - 독일어
- 핀란드 - 스웨덴어

가끔 체코도 게르만 유럽에 넣곤 한다.

## 같이 보기
- 라틴 유럽
- 슬라브 유럽
- 서유럽
- 중앙유럽
- 북유럽